# Pilar Luna
María del Pilar Luna Erreguerena  (Tampico, Tamaulipas, 1944-Guadalajara, Jalisco, 15 de marzo de 2020) fue una arqueóloga submarina mexicana, pionera en este campo de la arqueología. Fue egresada de la Escuela Nacional de Antropología e Historia y de la Universidad Nacional Autónoma de México (UNAM), donde obtuvo el grado de maestría en Ciencias Antropológicas. Desde 1980 a 2020 fue la titular del Área de Arqueología Subacuática del Instituto Nacional de Antropología e Historia (INAH) de México. Fue miembro, entre otras asociaciones, del Consejo Consultivo del Patrimonio Cultural Subacuático de la Organización de las Naciones Unidas para la Educación, la Ciencia y la Cultura (Unesco), así como miembro emérito del Consejo Consultivo sobre Arqueología Subacuática (Advisory Council on Underwater Archaeology) de la Sociedad de Arqueología Histórica (Society for Historical Archaeology)  y Consejera Internacional para la Sociedad National Geopraphic (International Grant Advisor for the National Geographic Society). Fue la primera mujer latinoamericana en haber recibido la medalla J. C. Harrington.

## Trayectoria

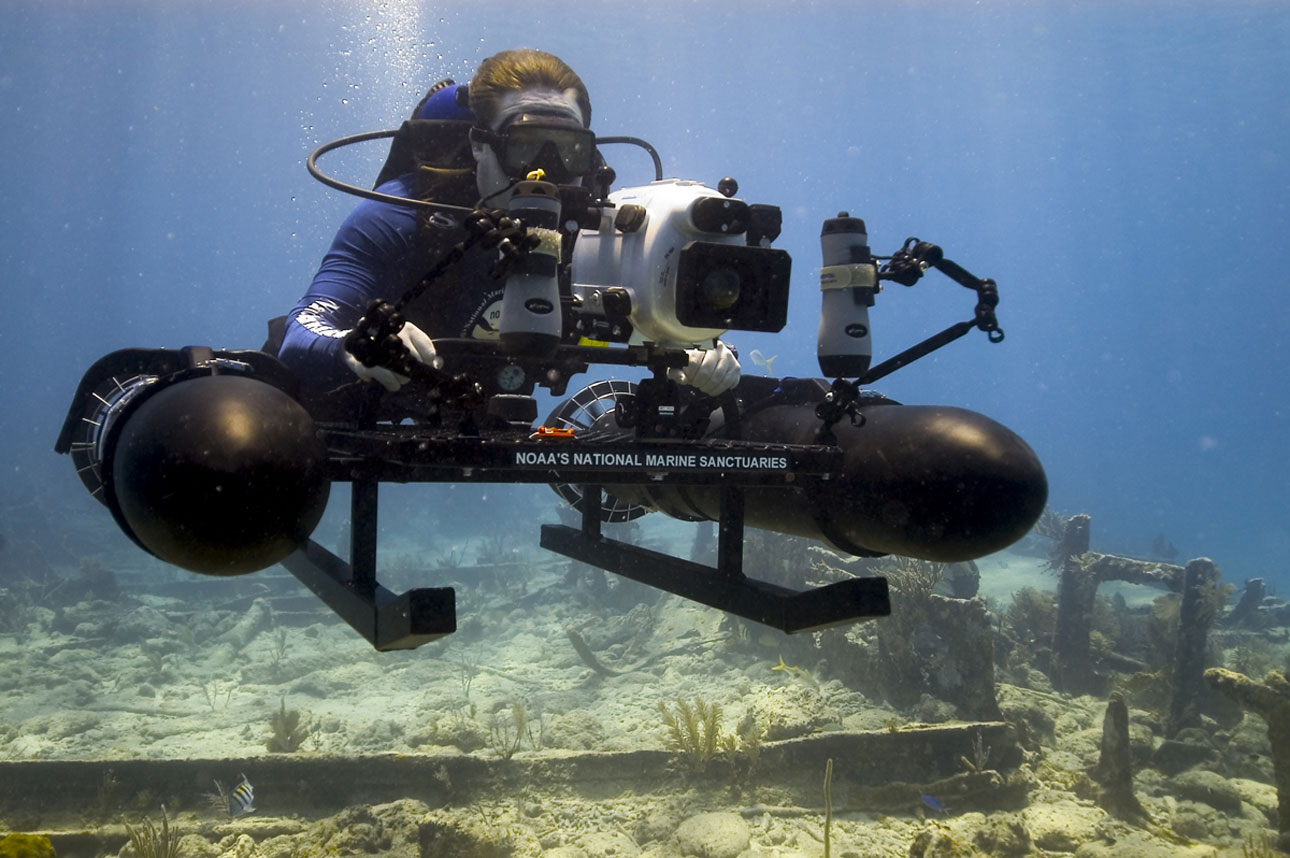
Un arqueólogo subacuático realizando trabajos de documentación.

Pilar Luna tuvo su primer contacto con el mar en su ciudad natal, Tampico. Su padre había inmigrado a México desde Sahagún de la comarca de Tierra de Campos en España y se abrió camino hasta llegar a ser dueño de una joyería. Su familia materna era originaria de Eraso, en Navarra. Luna era la menor de cinco hermanos. Su familia cambió de residencia al Distrito Federal cuando ella tenía seis años de edad y dos años más tarde, con ocho, se recibió como salvavidas de la Cruz Roja.
Durante sus estudios en la Escuela Nacional de Antropología e Historia, mientras su maestro, el arqueólogo Eduardo Matos Moctezuma, explicaba los efectos de la construcción de la presa de Asuán en el sitio arqueológico de Abu Simbel, durante una clase efectuada en el Museo de Antropología, Luna se sintió intrigada por el patrimonio arqueológico subacuático de su país, representado por los barcos hundidos en el golfo de México y las ofrendas mayas en los cenotes. Posteriormente buscó información acerca del tema y encontró el libro Archaeology Under Water, de George Bass, que fue su última inspiración. Ese momento de reflexión y el descubrimiento del libro de Bass son considerados por Luna como clave para la decisión de su carrera profesional.
Después de concluir sus estudios, Luna hacía investigaciones en un Chultún cuando cayó enferma por una histoplasmosis provocada por el polvo del guano de murciélago, enfermedad que casi le resultó mortal.
Unos años más tarde, en 1979, Luna organizó un curso de arqueología subacuática, al cual invitó al arqueólogo George Bass, el autor del libro que fue su inspiración para su carrera y que se considera el padre de la arqueología subacuática. Durante ese curso, Luna y su equipo bucearon en el manantial de La Media Luna, en San Luis Potosí, donde se descubrieron cráneos completos de mamut.
Al concluir el curso, Luna fue invitada por Bass a trabajar con él en su proyecto en Roma. Debido a la histoplasmosis que sufrió, Luna ya no tenía permitido bucear, por lo que tuvo que consultar con su médico: 

Fui con mi doctor y le pregunté si podía volver a bucear. ‘Cuando nades mil metros corridos te dejo’. Lo logré y ya no hablé más al doctor… me fui a Turquía
Pilar Luna, octubre de 2011

Después de su trabajo en Turquía, se le encomendó la búsqueda de unos cañones antiguos que habían sido avistados por buceadores deportivos en aguas mexicanas. El día de la exploración, el 11 de febrero de 1980, se considera el de la fundación de la Subdirección de Arqueología Subacuática (SAS) del Instituto Nacional de Antropología e Historia. Los cañones encontrados datan de 1552 y se consideran los vestigios submarinos más antiguos de América Latina.
Desde esa fecha, Luna fue la responsable de esa área del INAH y fue considerada la base de la arqueología subacuática en México.

## Lucha contra cazatesoros
Pilar luna es considerada un "azote" de los cazatesoros por la lucha que ha llevado en contra sus intereses comerciales. En los inicios de su carrera como arqueóloga subacuática, en la década de los ochenta, tuvo su primera lucha contra varias compañías que intentaron excavar el pecio "Nuestra Señora del Juncal". La disputa duró un año y medio. Posteriormente, en la década de los noventa, tuvo una primera confrontación con la compañía Odissey por el mismo pecio. Durante la duración de la disputa, debido a las presiones con que la compañía intentaba influir en las autoridades para lograr un permiso de entrada en las aguas mexicanas, Luna estuvo "un tiempo con la carta de renuncia a mano, en la bolsa". Una segunda confrontación con la misma compañía la tuvo en 2009, aunque esta ha intendado obtener el permiso de entrada en varias ocasiones, sin éxito.
Luna también tuvo que luchar contra otras compañías similares que intentaron entrar en las aguas mexicanas de manera oculta y a las que se ha negado el acceso. La lucha por acceder al pecio "Nuestra Señora del Juncal" se ha debido al tesoro que transportaba cuando se hundió, el cual se estima era de un millón de pesos de plata y reales, además de chocolate, así como varias toneladas de tintes y semillas, entre otras cargas.

## Premios
En 1997, Luna recibió el Premio al Mérito (Award of Merit) otorgado por la Sociedad de Arqueología Histórica (Society for Historical Archaeology).
En 2011 recibió la medalla J. C. Harrington, que honra la memoria de Jean Carl Harrington, uno de los pioneros de la arqueología histórica en Norteamérica, y que se otorga anualmente por la Sociedad de Arqueología Histórica como reconocimiento a la labor de protección del patrimonio cultural subacuático. Esa fue la segunda ocasión que la medalla fue entregada a un investigador de arqueología submarina; la primera vez le fue entregada en 1999 a su mentor, George F. Bass. Con este premio, Luna se convirtió en la cuarta mujer y en la primera latinoamericana en recibirlo.

## Vida personal y reticencias sociales
Pilar Luna fue la más joven de sus hermanos y, aunque contó con el apoyo de su familia para el desarrollo de su carrera profesional, al principio tuvo que vencer las reticencias que encontró por parte de su madre, quien no aceptaba la idea de que estudiara arqueología subacuática, y también las reticencias sociales, ya que fue la primera mujer de su familia en estudiar para obtener un título universitario y tuvo que romper con el molde tradicional social que quería imponérsele; por ello comenzó sus estudios a una edad mayor y comenzó su carrera de arqueología subacuática cuando tenía 35 años de edad.

Entonces a mí me tocó ir rompiendo con estas tradiciones, porque yo en realidad sí quería estudiar, sí quería trabajar, sí quería realizarme en el campo profesional.
Pilar Luna, septiembre de 2005

Por decisión personal, Luna decidió no casarse y no tener hijos porque "no iba a poder desarrollar lo que a mi corazón estaba llamando; entonces, elegí no casarme y elegí dedicar tiempo completo a esto. No me arrepiento y estoy muy contenta de haberlo hecho".

## Obras
Algunas de las obras escritas de Pilar Luna son:
- Luna Erreguerena, María del Pilar (1982). La arqueología subacuática. México: Escuela Nacional de Antropología e Historia de la Universidad Nacional Autónoma de México.

- Luna Erreguerena, Pilar; Roffiel, Rosa María (2001).  Pilar Luna Erreguerena, ed. Memorias Del Congreso Científico de Arqueología Subacuática ICOMOS. México: Instituto Nacional de Antropología e Historia. ISBN 9789701869635.

- Merk, Stephan; Mayer, Karl Herbert; Luna Erreguerena, Pilar; Barba Meineck, Helena; Rocha Segura, Fernando (2005). Dos grupos de edificios mayas de Dolores, Campeche. México: Universidad Autónoma de Campeche, Dirección de Difusión Cultural. ISBN 9789685722223.

- Luna Erreguerena, Pilar; Montero, Arturo; Junco, Roberto (2009). Las aguas celestiales: Nevado de Toluca. México: Arqueología Subacuática, INAH. ISBN 9789680303786.